# Kevin Durant
Kevin Wayne Durant, född 29 september 1988 i Washington, D.C., är en amerikansk basketspelare (small forward), som sedan 2025 spelar för Houston Rockets i NBA.

## Basketkarriär

### Tidig karriär
Kevin Durant spelade för University of Texas at Austin innan han blev draftad som nummer två år 2007.

### NBA-karriär
Kevin Durant blev nämnd till NBA Rookie of the Year efter sin första säsong i ligan (2007/2008), då han spelade för Seattle SuperSonics. SuperSonics flyttade dock till Oklahoma året efter, 2008, och blev Oklahoma City Thunder. Under sin Rookie-säsong skrev han på ett sponsorkontrakt med Nike.
Under Oklahoma City Thunders första säsong, 2008/2009, höjde Kevin Durant sitt poängsnitt från 20,3 till 25,3 poäng per match.
Säsongen 2009/2010 vann Kevin Durant poängligan i NBA med 30,1 poäng per match för första gången i karriären. Han var då endast 21 år gammal och blev därmed den yngsta poängligavinnaren i NBA:s historia. Han vann poängligan även säsongerna 2010/2011 och 2011/2012.

### Olympisk karriär
Kevin Durant spelade med USA:s herrlandslag i basket då de vann guld vid OS 2012 i London. Han gjorde flest poäng i turneringen, 153 poäng, vilket är flest av en spelare under ett OS någonsin.
Han var med i det Amerikanska landslaget som tog guld vid OS 2016 i Rio de Janeiro
Även vid OS 2020 i Tokyo spelade han i det amerikanska landslag som tog guld.